# Мастер Часослова Бедфорда

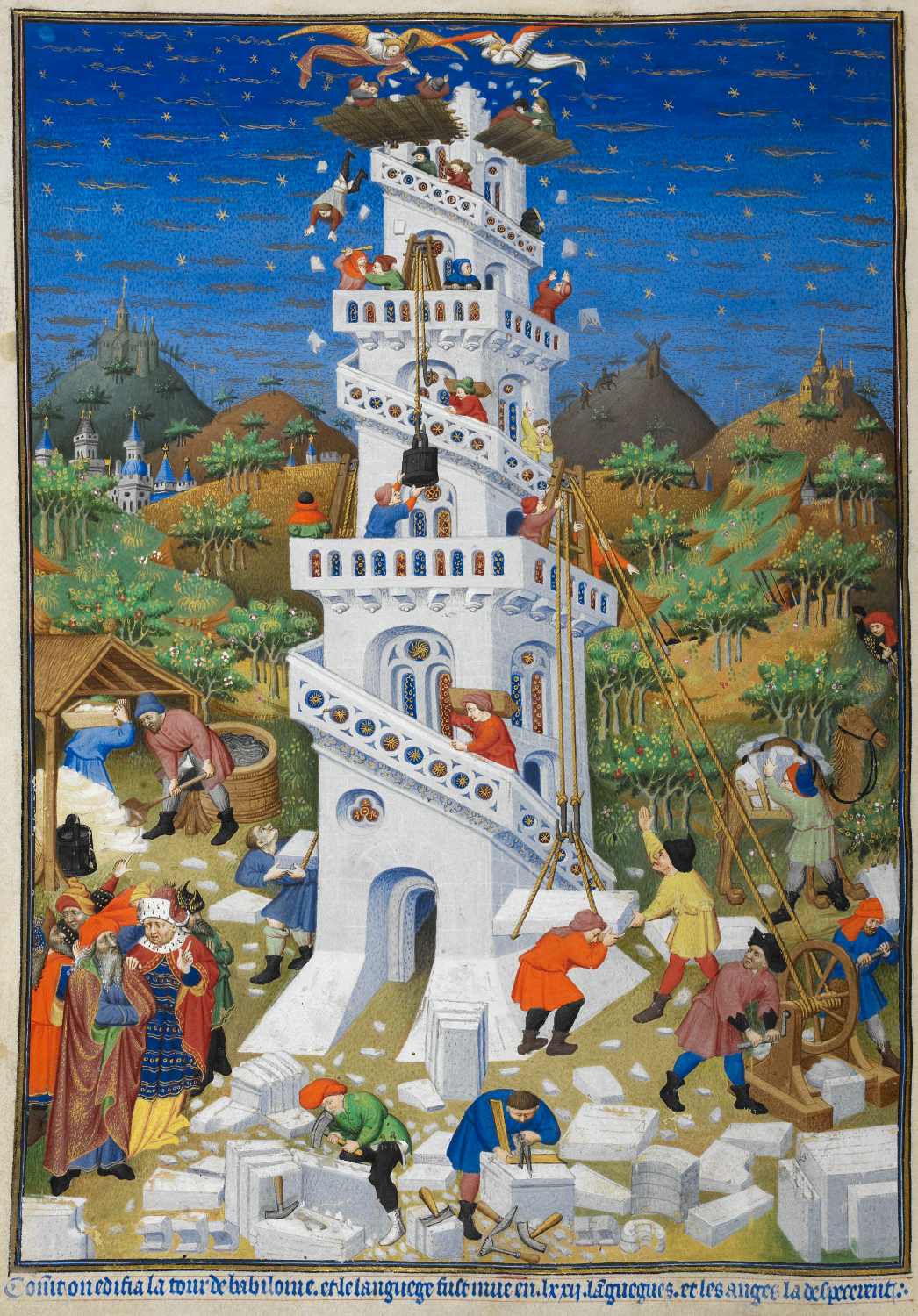
Вавилонская башня, «Часослов Бедфорда»

Мастер Часослова Бедфорда, также Мастер Бедфорда или Мастер герцога Бедфорда — миниатюрист, работавший в Париже в первой половине XV века.
Анонимный художник назван по имени заказчика двух его произведений Джона Ланкастера, герцога Бедфордского, для которого он выполнил между 1423 и 1435 годами «Бревиарий Солсбери» (Национальная библиотека Франции, Париж) и «Часослов герцога Бедфорда» (Британская библиотека, Лондон, инв. № MS. 18850).
На первом этапе, в 1405—1415 годах, вероятно, работал совместно с Мастером Часослова Бусико и Мастером Часослова Рогана: Бревиарий (Муниципальная библиотека, Шатору, Франция), а также Livre des Merveilles и Livre du roi Modus (Национальная библиотека, Париж) связывают с именами этих художников.
Позднее Мастер Бедфорда работал в парижской мастерской, которая сыграла решающую роль во второй четверти XV века, особенно в формировании франко-фламандских художников поколения Жана Фуке и Робера Кампена. Мастеру Бедфорда также атрибутируют «Часослов Собесского» (Виндзорский замок), «Часослов» (ок. 1423 г., Австрийская национальная библиотека, Вена), «Библию» на французском языке из Национальной библиотеки Франции и, наконец, «Часослов Изабеллы Бретонской» (Фонд Галуста Гюльбекяна, Лиссабон).